# Фергюссон (острів)
Фергюссон — найбільший острів з групи островів Д'Антркасто на сході Папуа Нової Гвінеї. Його площа становить 1,437 квадратного кілометра (0,555 миля2). Він, в основному, складається з гірських регіонів, вкритих дощовими лісами. На острові знаходяться три великих вулкани.
Від острова Норманбі Фергюссон відділяє трикілометрова протока Довсон, а від острова Гуденаф — чотирикілометрова протока Морсбі.
Найвища вершина (2073 метри) поблизу міста Вадалеї на північному сході острова є згаслим вулканом. Затока Сеймур розташована на західному узбережжі, затока Себутуя — на східному, а затока Г'юз — на північному. Основні поселення Саламо і Мапамойва знаходяться на південному узбережжі. Золоті родовища у Ваполу на північному узбережжі розроблялися в середині 1990-х років.
Капітан Джон Морсбі назвав острів на честь сера Джеймса Фергюссона, який був генерал-губернатором Нової Зеландії з 1873 по 1874 рік.
30 червня 1942 року, під час Другої світової війни, на острові розташовувалась база ВМС США. Навчальний центр розвідників скаутів Аламо було засновано в Кало-Кало 28 листопада 1943 року.

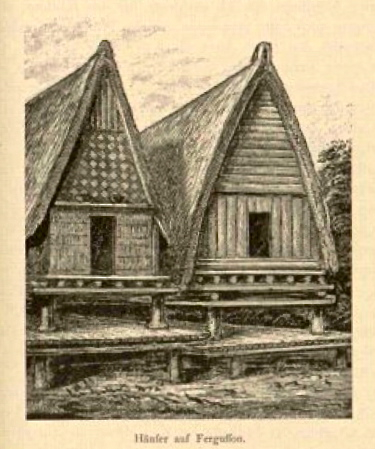
Будинки на острові Фергюссон, 1884—1885 роки. Ескіз Отто Фінша